# رامیز محمدوف
رامیز محمداف (زاده ۱۵ اوت ۱۹۶۸) بازیکن فوتبال اهل جمهوری آذربایجان در پست هافبک در سال ۱۳۸۰ در تیم پیکان بوده‌است. وی همچنین سابقه بازی در تیم پگاه گیلان و مربیگری تیم داماش گیلان را نیز در کارنامه خود دارد.